# 伊克尔·穆尼亚因
伊克尔·穆尼亚因·戈尼（西班牙語：Iker Muniain Goñi，1992年12月19日—）是一名西班牙足球運動員，慣常位置為左翼鋒及進攻中場，現効力阿根廷足球甲级联赛俱樂部聖羅倫素。

## 榮譽

### 俱樂部
畢爾包
- 西班牙超級盃冠軍：2014–15、2020–21[2]
- 西班牙國王盃冠軍：2023–24[3]

## 外部連結
- Soccerway資料庫：伊克尔·穆尼亚因
- 畢爾包體育會檔案
- BDFutbol檔案（页面存档备份，存于）
- 伊克尔·穆尼亚因 – FIFA國際賽競賽紀錄 (存檔)
- Transfermarkt檔案 （页面存档备份，存于）